# Pseudlepista
Pseudlepista is een geslacht van vlinders van de familie spinneruilen (Erebidae), uit de onderfamilie Arctiinae.

## Soorten
- P. atrizona Hampson, 1910
- P. flavicosta Hampson, 1910
- P. holoxantha Hampson, 1918